# 1391

## أحداث
- 6 يونيو - أعمال شغب تندلع ضد اليهودية في إشبيلية، إسبانيا. يتم قتل عدة آلاف من اليهود وينتشر العنف في جميع أنحاء إسبانيا والبرتغال.

## مواليد
- غيندون دروب

## وفيات
- بريجيت من السويد
- يوحنا الخامس باليولوج